# ケヴィン・フィリップス
ケヴィン・フィリップス（Kevin Phillips, 1973年7月25日 - ）は、イングランド・ハートフォードシャー出身の元同国代表サッカー選手。サッカー指導者。現役時代のポジションはフォワード。

## 経歴
1997年にフットボールリーグ1部のサンダーランドAFCに移籍すると頭角を現し、1997-98シーズンに29得点、翌1998-99シーズンに23得点を挙げる活躍を見せプレミアリーグ昇格に貢献した。この活躍によりイングランド代表に招集され、1999年4月28日のハンガリー戦でデビューを飾った。
プレミアリーグ昇格初年度の1999-2000シーズンには、リーグ戦30得点を記録し得点王を獲得。同時にヨーロッパゴールデンブーツ賞を受賞した。
その後は怪我の影響もあって精彩を欠き、クラブも2002-2003シーズンにフットボールリーグへ降格した。その後はサンダーランドを離れ、サウサンプトンFCへ移籍。所属した2年間で公式戦26得点をあげるが、2年目にチームは降格した。2005-2006シーズンはアストン・ヴィラFCへ移籍したが、23試合出場4得点に留まった。シーズン終了後、2部のウェスト・ブロムウィッチ・アルビオンFCへ移籍。バーミンガム・シティFCではスーパーサブとしてプレー、2009-10シーズン・アーセナル戦でキャリア250ゴール目を記録した。2010-11シーズンを以って契約満了のためクラブを退団。2011-12シーズンより2部に降格したブラックプールFCへ移籍。38歳ながらクラブではエースとして君臨し、チーム最多の16ゴールをマークした。2012-13シーズン途中にクリスタル・パレスFCへローン移籍。昇格プレーオフ決勝で延長後半にPKで唯一の得点を挙げ、クラブを昇格に導いた。シーズン後、クラブと1年契約を締結し、プレミアリーグではゴードン・ストラカン、テディ・シェリンガムに次ぐ史上3人目の40代フィールドプレイヤーとなった。2014年1月に双方合意の上でクラブを退団した。同月15日、レスター・シティFCに加入することが発表された。
2014年4月28日、現役引退を表明した。
2014年7月よりレスター・シティでアシスタントコーチを務める。
2015年9月よりダービー・カウンティFCでアシスタントコーチを務める。

## 所属クラブ
- バルドック・タウンFC 1991-1994
- ワトフォードFC 1994-1997
- サンダーランドAFC 1997-2003
- サウサンプトンFC 2003-2005
- アストン・ヴィラFC 2005-2006
- ウェスト・ブロムウィッチ・アルビオンFC 2006-2008
- バーミンガム・シティFC 2008-2011
- ブラックプールFC 2011-2013

→ クリスタル・パレスFC 2013（レンタル移籍）
- クリスタル・パレスFC 2013-2014
- レスター・シティFC 2014

## タイトル
レスター・シティFC
- フットボールリーグ・チャンピオンシップ (1) : 2013-2014

## 代表歴
- イングランド代表 1999-2000
  - 代表デビュー：1999年4月28日 vs ハンガリー
  - 代表通算：8試合出場 0得点
  - UEFA EURO 2000